# Gammaroidea
Gammaroidea é uma superfamília de pequenos crustáceos, semelhantes a minúsculos camarões, pertencentes à ordem Amphipoda.
Os Gammaroidea incluem a vasta maioria dos anfípodes de água doce (entre os quais a bem conhecida Gammarus pulex) e múltiplas linhagens marinhas.

## Morfologia
Possuem placas coxais grandes, abdômen bem desenvolvido com seis pares de apêndices e olhos relativamente pequenos e compostos. O primeiro segmento torácico se encontra fundido à cabeça, formando um cefalotórax.

## Ecologia
Geralmente de hábito bentônico, muitas espécies tanto da epifauna quanto da infauna são tubícolas, construindo e também habitando tubos construídos dos mais diversos materiais: desde lodo até fragmentos de plantas ou até mesmo conchas desabitadas, unidos por um muco secretado pelos próprios animais. Podem ser comensais ou parasitas; podem ser suspensívoros, saprófagos ou predadores. A propulsão para a natação é exercida pelos pleópodes, e costumam intercalar momentos de natação com momentos de escavação.

## Sistemática
Enquanto subordem, Gammaridea representava a maior subordem entre os anfípodes, com pelo menos 7 275 (92%) das cerca de 7 900 espécies de anfípodes descritas, distribuídas por mais de 1 000 géneros e cerca de 125 famílias. Após a separação da subordem Senticaudata, foi transferido para o nível de Superfamília e teve o nome alterado para Gammaroidea.
As famílias inclusas em Gammaroidea são:
- Família Acanthogammaridae Garjajeff, 1901
- Família Anisogammaridae Bousfield, 1977
- Família Baikalogammaridae Kamaltynov, 2002
- Família Bathyporeiidae d'Udekem d'Acoz, 2011
- Família Behningiellidae Kamaltynov, 2002
- Família Carinogammaridae Tachteew, 2001 sensu Kamaltynov, 2010
- Família Crypturopodidae Kamaltynov, 2002
- Família Eulimnogammaridae Kamaltynov, 1999
- Família Falklandellidae Lowry & Myers, 2012
- Família Gammaracanthidae Bousfield, 1989
- Família Gammarellidae Bousfield, 1977
- Família Gammaridae Latreille, 1802
- Família Gammaroidea incertae sedis † (temporary name)
- Família Iphigenellidae Kamaltynov, 2002
- Família Luciobliviidae Tomikawa, 2007
- Família Macrohectopidae Sowinsky, 1915
- Família Mesogammaridae Bousfield, 1977
- Família Micruropodidae Kamaltynov, 1999
- Família Ommatogammaridae Kamaltynov, 2010
- Família Pachyschesidae Kamaltynov, 1999
- Família Pallaseidae Tachteew, 2001
- Família Paraleptamphopidae Bousfield, 1983
- Família Phreatogammaridae Bousfield, 1983
- Família Pontogammaridae Bousfield, 1977
- Família Sensonatoridae Lowry & Myers, 2012
- Família Typhlogammaridae Bousfield, 1979
- Família Zaramillidae Lowry & Myers, 2016
- Família Zenkevitchiidae Sidorov in Sidorov, Taylor, Sharina & Gontcharov, 2018